# Sidi Slimane (Touggourt)
Pour les articles homonymes, voir Sidi Slimane.
Sidi Slimane est une commune de la wilaya de Touggourt en Algérie.